# Шахта імені О. О. Скочинського
Шахта імені О. О. Скочинського — вугільна шахта в місті Донецьку. Входить до Державного підприємства «Донецька вугільна енергетична компанія».
Шахту названо на честь Олександра Олександровича Скочинського — академіка, Героя Соціалістичної Праці, великого вченого в галузі безпеки праці у вугільній промисловості, нагородженого п'ятьма орденами Леніна.

## Характеристика
Здана в експлуатацію 1975 року.
Виробнича потужність 700 тис. т вугілля на рік.
Фактичний видобуток 2938 т/добу (1990), 2371 т/добу (1999). У 2003 р. видобуто 514 тис. т вугілля.
Максимальна глибина 1250 м (1990), 1300 м (1999).
Протяжність підземних виробок 88,9 км (1990–1999).
Шахтне поле розділене на три блоки і розкрите сімома вертикальними стволами глибиною 944–1293 м.
Шахта віднесена до категорії небезпечних з раптових викидів вугілля, породи і газу, а також суфлярних виділень метану та вибуховості вугільного пилу.
Максимальна глибина робіт 1450 м.
Вугільний пласт h'6, потужність пластів 1,2–2,15 м з кутом падіння 8–25о.
Кількість очисних вибоїв 5/6 (1990/1999), підготовчих 20/22 (1990/1999).
Кількість працівників: 3700/4250 чол., в тому числі підземних 2800/3200 чол. (1990/1999).
Розташування: 83084, Україна, м. Донецьк, вул. Маршала Бірюзова.

## Аварії
- 4 квітня 1998 року на шахті сталась аварія, внаслідок вибуху метану 63 шахтарі загинули, 51 робітник був поранений.[1]
- 28 листопада 2001 року внаслідок раптового викиду газо-вугільної суміші під обвалом основної покрівлі загинуло 6 гірняків. 27 робітників зуміли самостійно піднятись на поверхню.[2]
- 8 червня 2009 року близько 10:30 на горизонті 1200 м стався раптовий викид газо-вугільної суміші. На момент аварії на ділянці працювали 53 робітники.[3] На поверхню піднято 39 шахтарів, 2 загиблих.
- 11 квітня 2014 року близько 6:20 на шахті стався викид газу. На глибині близько 1300 метрів перебували 52 працівники підприємства. На місці аварії смертельні травми отримали 7 шахтарів, 1 гірник із травмами доставлений до лікувального закладу.[4]